# Battle of Flowers

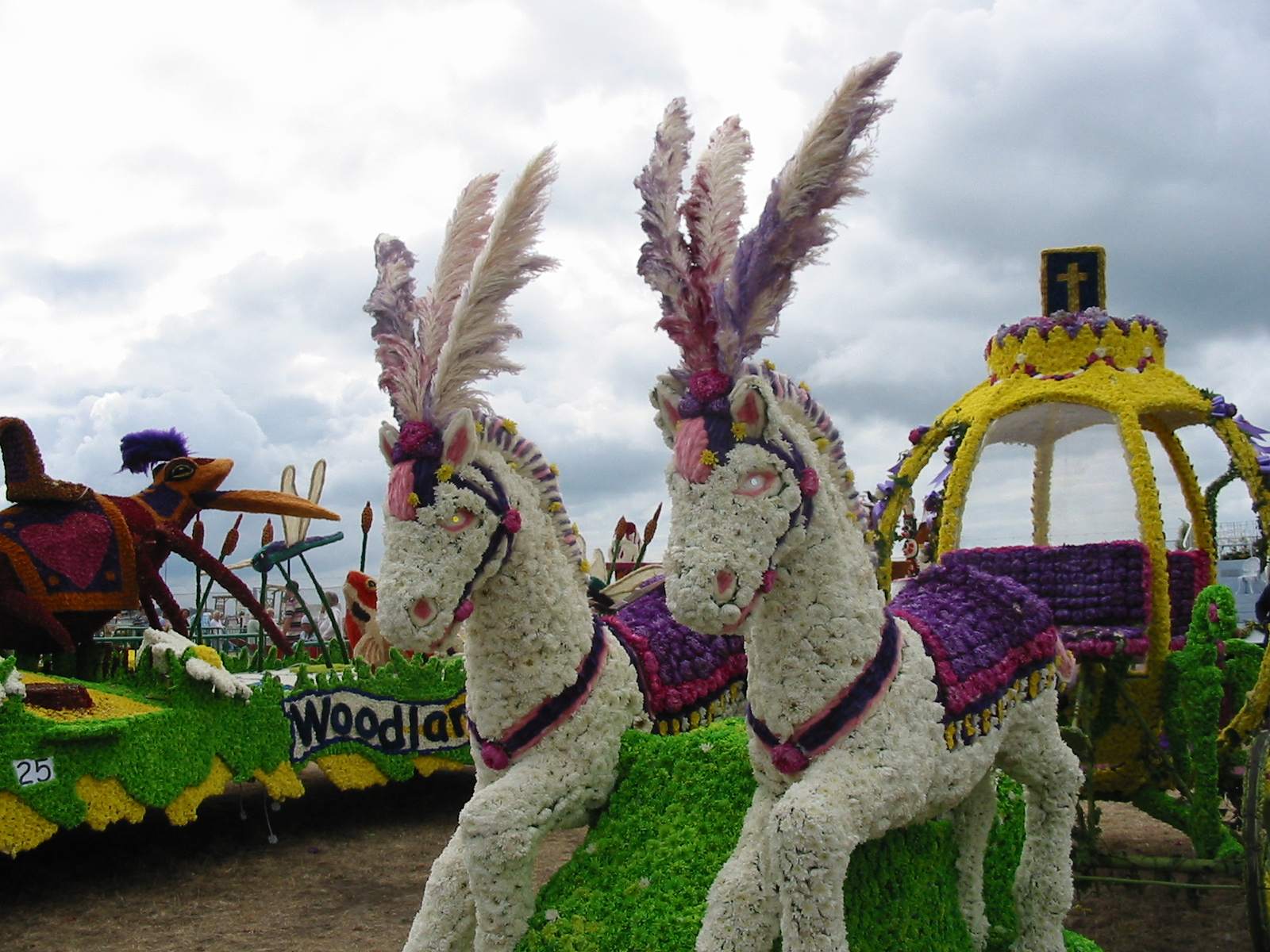
Paardjes versierd met witte chrysanten (de meest gebruikte bloem)

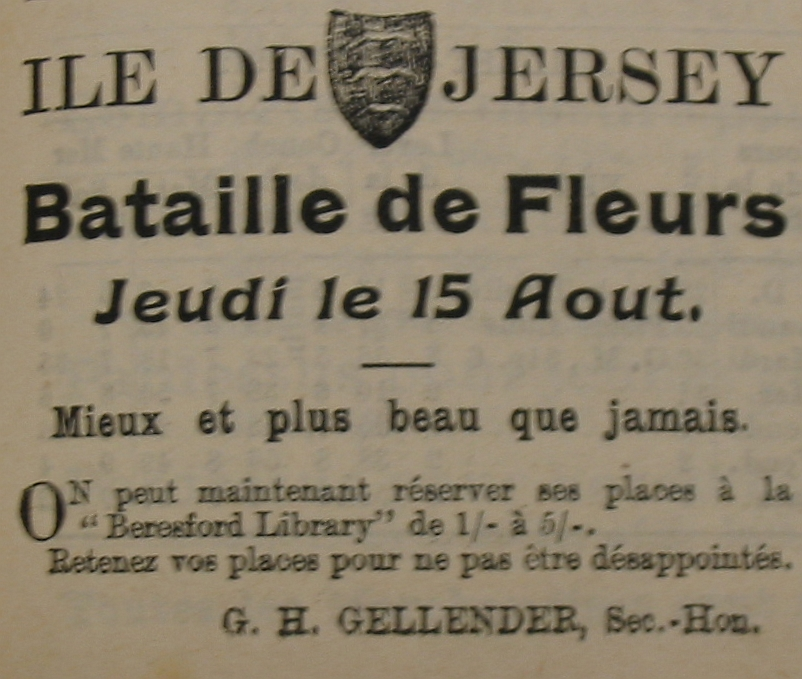
Aankondiging voor de Battle of Flowers, 1912

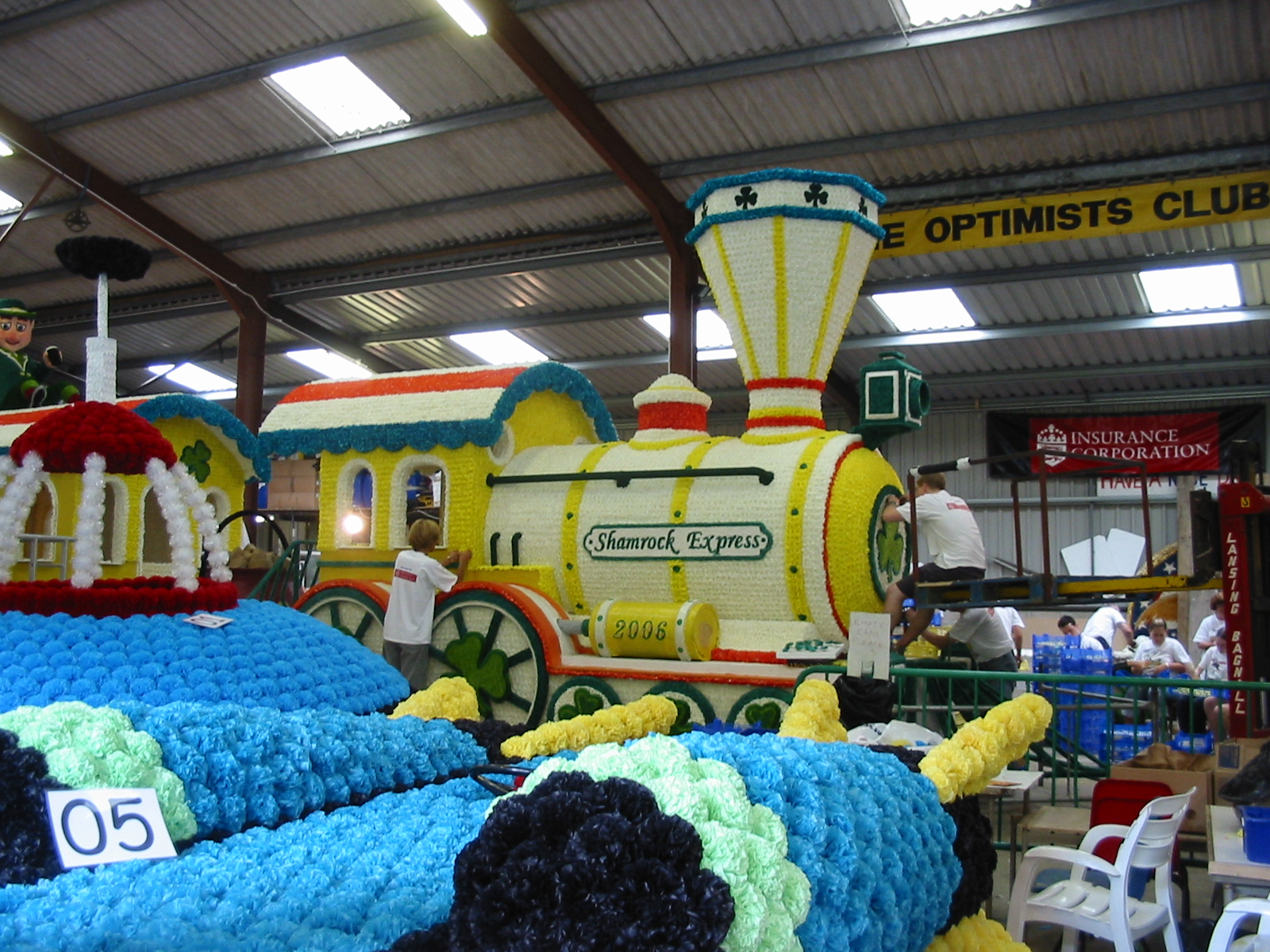
Het voorbereiden van de wagens, in dit geval met een trein (hoewel er op Jersey geen treinen meer rijden). Op de voorgrond een onderdeel met papieren bloemen

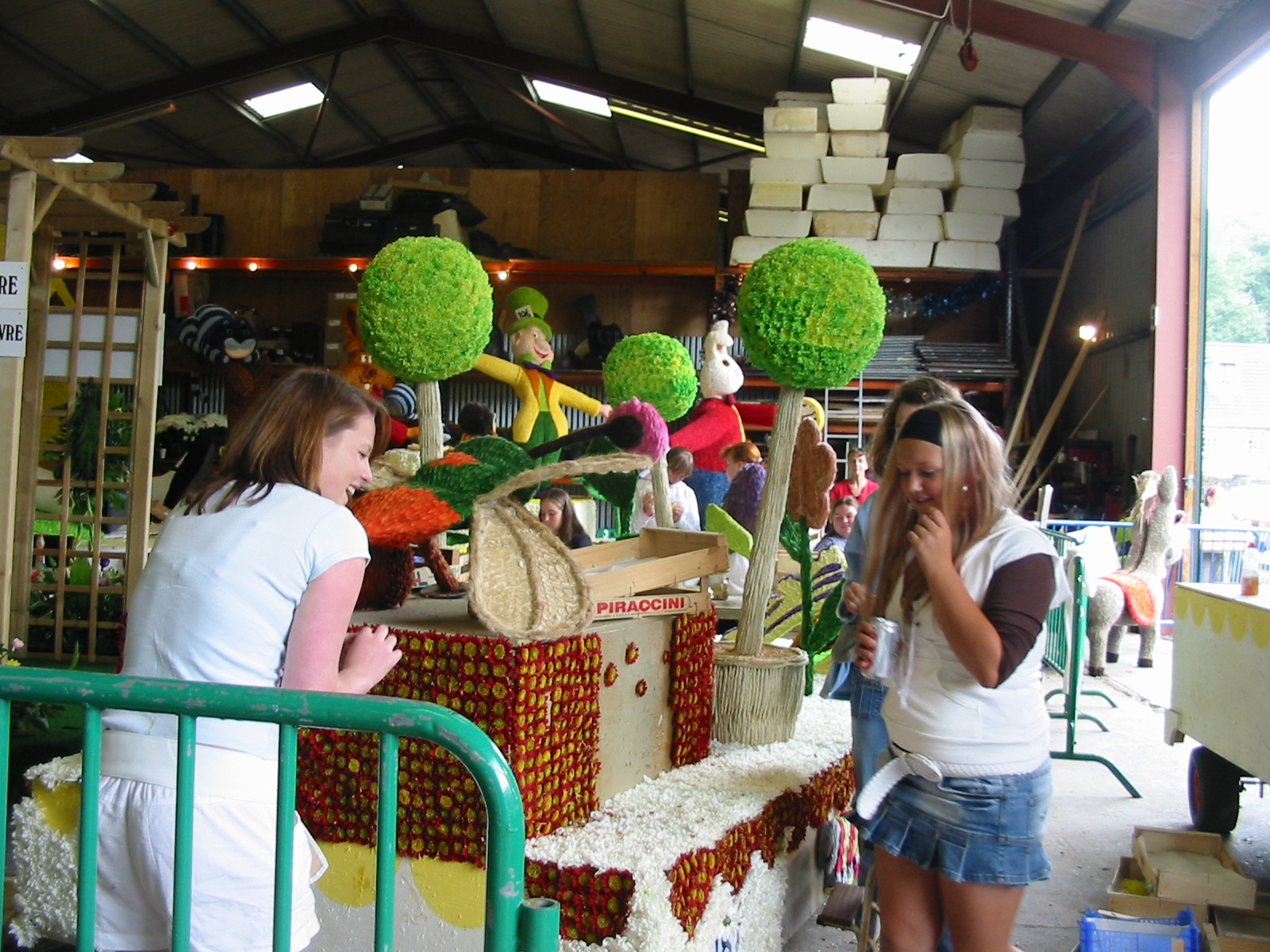
Het voorbereiden van de wagens in een grote hal. Dit is een sociale activiteit die al veel voorpret geeft

De Battle of Flowers (letterlijk de veldslag van de bloemen) is een jaarlijks bloemencorso dat op het kanaaleiland Jersey plaatsvindt. Diverse soorten wagens worden met bloemen versierd. Bij gebrek aan bloemen wordt ook wel papier gebruikt. Bij gebruik van papier is er meer voorbereidingstijd, want de op de wagens geplakte bloemen verleppen al na een dag. Tevens worden geverfde graspluimen gebruikt.

## De naam
De naam battle is afkomstig van het oorspronkelijk ontmantelen van de wagens, waarbij de bloemen gebruikt werden als munitie die geworpen werd tussen de deelnemers en het publiek. Het publiek werd zelfs expliciet uitgenodigd de bloemen van de wagens te halen. Deze gewoonte is echter sinds lang verlaten. 

## Geschiedenis
De eerste Battle of Flowers vond plaats in 1902 ter gelegenheid van de kroning van Eduard VII van het Verenigd Koninkrijk. Alleen tijdens de beide wereldoorlogen vond de Battle niet plaats. In 1969 waren er de meeste bezoekers, namelijk 60.000. Begin eenentwintigste eeuw bedraagt het aantal bezoekers rond 30.000. 
De wagens werden oorspronkelijk door paarden getrokken. In 1906 verschenen de eerste gemotoriseerde wagens. 

## De parade
De vormgeving van de wagens is verschillend van kwaliteit en zijn een mooi voorbeeld van de lokale volkskunst. Op sommige wagens worden bonte kleuren gebruikt, soms zit er een smaakvolle wagen tussen met afgestemde kleuren.
De Battle of Flowers vindt plaats op de tweede donderdag van augustus. De avond erna vindt sinds 1989 de "moonlight parade" plaats, waarbij de met bloemen voorziene praalwagens uitgerust zijn met lampen en lampjes. Na afloop wordt vuurwerk afgeschoten.
Tijdens het festival wordt muziek gemaakt, zijn er dansers, majorettes etc., maar de hoofdmoot vormt de parade van met bloemen versierde wagens. De parade vindt plaats langs de boulevard van Saint Helier, de hoofdstad van Jersey. Het beste is dit alles te bekijken van betaalde zitplaatsen.
De battle wordt georganiseerd door de Jersey Battle of Flowers Association, gevestigd in St Lawrence.

## Wedstrijd
De wagens zijn afkomstig uit de parochies van Jersey, waarbij elke parochie haar mooiste vrouw toont op de wagen. De mooiste van allen wordt uitgeroepen tot Miss Battle of Flowers. Deze verkiezing vindt al in juni plaats, zodat Miss Battle goed voorbereid op de hoogste praalwagen kan plaatsnemen.
De wagens zelf worden ook gejureerd, waarbij onderscheid wordt gemaakt tussen wagens met echte of papieren bloemen, wagens gemaakt door de jeugd, etc. Er worden dus veel prijzen uitgereikt, zeker gezien het aantal deelnemende wagens.